# Closterus longior
Closterus longior là một loài bọ cánh cứng trong họ Cerambycidae.